# Instrumentbygger
Instrumentbygger er betegnelsen for en person der bygger instrumenter, ikke mindst musikinstrumenter. Herunder regnes guitarbygger, violinbygger, der bygger både store og små violiner, klaverbygger, også kaldet pianoinstrumentmager, orgelbygger med flere.

## Instrumentbyggere
- Ivor Darreg
- Harry Partch